# Niels Andersen (politiker, 1826-1907)
 Der er flere personer med dette navn, se Niels Andersen.
Niels Andersen (28. maj 1826 i Husby ved Assens – 4. april 1907) var en dansk politiker og folketingsmedlem.

## Politiske karriere
Han blev valgt ind i Folketinget af Odense Amts 4. valgkreds i 1858. Under Forfatningskampen i 1860'erne emanciperede han sig med 6 standsfæller fra J.A. Hansens ledelse. Han blev derfor i 1866 slået i Middelfartkredsen, men samme år valgt i Odense Amts 3. kreds. Andersen hørte senere til Mellempartiet, men trådte efter dettes ophør op som en af Venstres mest slagfærdige modstandere. Andersen havde en letstrømmende, omend ikke nuanceret, veltalenhed og som sin herskende evne: en ro, et præg af den dannede mands selvherredømme, der kun voksede, alt som debattens bølger steg.
I 1876 kostede hans stilling i forsvarssagen ham hans plads i Assenskredsen, men allerede i januar året efter valgtes han i Odense Amts 2. kreds (Kertemindekredsen), hvor han stillede op indtil 1895. På det saglige område tog Andersen navnlig taget del i landboreformernes behandling, og i 1870-71 var han ordfører i Fæstesagen (den senere Lov af 9. marts 1872), da J.A. Hansen på grund af en aftale med Zytphen-Adeler sagde sig fra.
At den fynske Hovedbane (Lov af 10. marts 1861) fik en så central beliggenhed, skyldes Andersen; den var oprindelig bestemt til at gå nord om Vissenbjerg Sogn. Da Lehmann senere som indenrigsminister ville forandre banelinjens vestligste strækning, således at Middelfart blev forbigået til bedste for Strib, udvirkede Andersen, at banen kom til at passere Middelfart, hans daværende valgsted (Lov af 11. februar 1863).

## Personlige liv
Andersen blev født 28. maj 1826, og var søn af gårdfæster i Eskør, Husby Sogn under Grevskabet Wedellsborg, Anders Nielsen og Mette Marie Pedersdatter.
Andersen var i 32 sognerådsmedlem i Husby Sogn, hvor han ligesom faderen var gårdfæster, i 18 år tillige formand. Han var Ridder af Dannebrog og Dannebrogsmand.